# Sonntag, den … Briefe aus einer Stadt
Sonntag, den … Briefe aus einer Stadt ist ein Filmfeuilleton von Bernd Scharioth mit Texten von Brigitte Reimann und Gesang von Manfred Krug von 1970. Der Film wurde später verboten und 2023 wiederentdeckt.

## Inhalt
Der Film zeigt Alltagsszenen auf Straßen in Neubrandenburg, deren Namen im Film nicht genannt wird.
Poetische Texte von Brigitte Reimann werden von Jessy Rameik im Off gelesen, Manfred Krug singt Lieder des Komponisten André Asriel.

## Entstehung
Die Schriftstellerin Brigitte Reimann lebte seit 1968 in Neubrandenburg, sie hatte sich von ihrem dritten Mann Hans Kerschek getrennt, was sie physisch und psychisch sehr belastete.
Der Deutsche Fernsehfunk bat sie, an einem Dokumentarfilm in einer Reihe über Städte in der DDR mitzuwirken. Sie entwarf das Szenarium in Kontakt mit dem Regisseur Bernd Scharioth und dem Schriftsteller Helmut Sakowski. Darin ist  von Paaren im zärtlichen Pas-de-deux und den Solotänzern und den Troubadouren, die Beat aufspielen für ihre Dame in Nietenhosen die Rede. Der zuständige Abteilungsleiter bemängelte zwar Worte wie Nietenhose, Beatmusik und Kofferradio, die Texte wurden aber angenommen.
Die Film-Aufnahmen fanden im Sommer 1969 statt. 

## Aufführungen und Verbot
Der Film wurde am 20. März 1970 erstmals im Deutschen Fernsehfunk gezeigt, eine Wiederholung gab es im Oktober 1970.
Nach der Ausreise von Manfred Krug 1977 aus der DDR wurde Sonntag, den … Briefe aus einer Stadt, wie alle anderen Filme mit ihm  für weitere Aufführungen gesperrt. 1984 wurde der Film mit 19 anderen DDR-Filmen zur Vernichtung bestimmt, es ist kein Exemplar erhalten.

## Wiederentdeckung
2023 wurde eine Schwarzweißkopie des Films im Deutschen Rundfunkarchiv nach gezielter Nachfrage des Reimann-Biographen Carsten Gansel gefunden. Diese hatte das ZDF während der Ausstrahlung im DDR-Fernsehen mitgeschnitten. Diese Entdeckung galt als kleine Sensation, da auch die Texte von Brigitte Reimann nicht bekannt waren.
Seitdem wurde der Film in Neustrelitz, Neubrandenburg, Berlin Potsdam, Rostock und weiteren Städten gezeigt, meist in Verbindung mit der Vorstellung der Reimann-Biographie Ich bin so gierig nach Leben (2023), (die ein Spiegel-Bestseller wurde).

## Rezeption
Das Deutsche Rundfunkarchiv beschrieb den Film so

„Das Pfeifen der ankommenden Lokomotiven, Tanzmusik im Gartenhof, knirschende Schritte am Wald, der Verkehrslärm im Zentrum – dazu die Stimmen von Manfred Krug und Musik von André Asriel – das alles verbindet sich zu einem dynamischen, zu einem poetischen Klangbild.“

Und das Lichtspieltheater Wundervoll in Rostock lobte ihn als „einen so kurzen wie poetischen Film“, der noch heute beeindrucke und „ein schillerndes, ganz ungewohntes Bild der DDR und einer aufblühenden Stadt“ zeige.
In einer zeitgenössischen Rezension heißt es

„Dieser Film ist eine poetische Liebeserklärung an unsere Stadt und ihre jungen Bürger. Ob die Kamera die jungen Leute beim Tanz im Gartenhof, an der Bushaltestelle, beim Spazieren auf dem Wall einfängt, immer ist man gefangen von der Einheit (…).“